# Lista de pinturas de Henrique Pousão
Esta é uma lista de pinturas de Henrique Pousão.
Henrique Pousão nasceu em Vila Viçosa, em 1859, onde faleceu, em 1884, com apenas 25 anos de tuberculose. Viveu em várias cidades e iniciou o estudo artístico na Academia de Belas-Artes do Porto em 1872. Na sua formação deve considerar-se a influência de Silva Porto e de Marques de Oliveira, na companhia de quem Pousão exercitou a pintura em saídas para o exterior.
Em 1880 partiu para Paris na companhia de Sousa Pinto onde frequentou a Escola de Belas-Artes. Após um ano, por razões de saúde, foi para Itália, em busca de melhores ares, onde prosseguiu o estudo e actividade. Em Itália, com duas estadias em Capri, entre 1882 e 1883, realizou obras que revelam várias facetas e potencialidades. Nestes anos realizou paisagens excepcionais e um número significativo de estudos que revelam a sua atenção aos valores plásticos da luz e da cor. A doença obrigou-o a regressar a Portugal. Após a sua morte, o pai ofereceu o espólio de pinturas existente na família à Academia Portuense de Belas-Artes estando este conjunto notável reunido no Museu Nacional de Soares dos Reis.

## Lista de pinturas
| Imagem | Título                       | Data | Retrata                       | Material            | Coleção                           | Localização                       |
| ------ | ---------------------------- | ---- | ----------------------------- | ------------------- | --------------------------------- | --------------------------------- |
|        | A Casa de Persianas Azuis    | 1883 |                               |                     | Museu Nacional de Soares dos Reis | Museu Nacional de Soares dos Reis |
|        | Auto-retrato                 | 1878 | Henrique Pousão homem         |                     | Museu Nacional de Soares dos Reis | Museu Nacional de Soares dos Reis |
|        | Cabeça de Rapaz Napolitano   | 1882 |                               | tinta a óleo        | Museu Nacional de Soares dos Reis | Museu Nacional de Soares dos Reis |
|        | Cansada                      | 1882 |                               |                     | Museu Nacional de Soares dos Reis | Museu Nacional de Soares dos Reis |
|        | Cecília (Pousão)             | 1882 |                               |                     | Museu Nacional de Soares dos Reis | Museu Nacional de Soares dos Reis |
|        | Esperando o Sucesso          | 1882 |                               |                     | Museu Nacional de Soares dos Reis | Museu Nacional de Soares dos Reis |
|        | Mulher da Água               | 1883 |                               |                     | Museu Nacional de Soares dos Reis | Museu Nacional de Soares dos Reis |
|        | Napolitana                   | 1882 | teenage girl Ciociaro costume |                     | Museu Nacional de Soares dos Reis | Museu Nacional de Soares dos Reis |
|        | Paisagem - Saint-Sauves      | 1881 | casa árvore paisagem          |                     | Museu Nacional de Soares dos Reis | Museu Nacional de Soares dos Reis |
|        | Senhora Vestida de Negro     | 1882 |                               | tinta a óleo        | Museu Nacional de Soares dos Reis | Museu Nacional de Soares dos Reis |
|        | Casas Brancas de Capri       | 1882 |                               |                     | Museu Nacional de Soares dos Reis | Museu Nacional de Soares dos Reis |
|        | Modelo - pintura             | 1880 |                               | tinta a óleo tela   |                                   |                                   |
|        | Moça descansando numa árvore | 1883 |                               |                     | Museu Nacional de Soares dos Reis | Museu Nacional de Soares dos Reis |
|        | Rua de Capri                 | 1882 |                               |                     | Museu Nacional de Soares dos Reis | Museu Nacional de Soares dos Reis |
|        | Rua de Capri II              | 1882 |                               | tinta a óleo painel | Museu Nacional de Soares dos Reis | Museu Nacional de Soares dos Reis |
|        | Velha a dobar                | 1881 |                               |                     | Museu Nacional de Soares dos Reis | Museu Nacional de Soares dos Reis |

1. 1 2  «Pousão, Henrique César de Araújo». Museu Nacional de Soares dos Reis. 24 de Junho de 2018. Consultado em 6 de dezembro de 2018